# Bob Etheridge

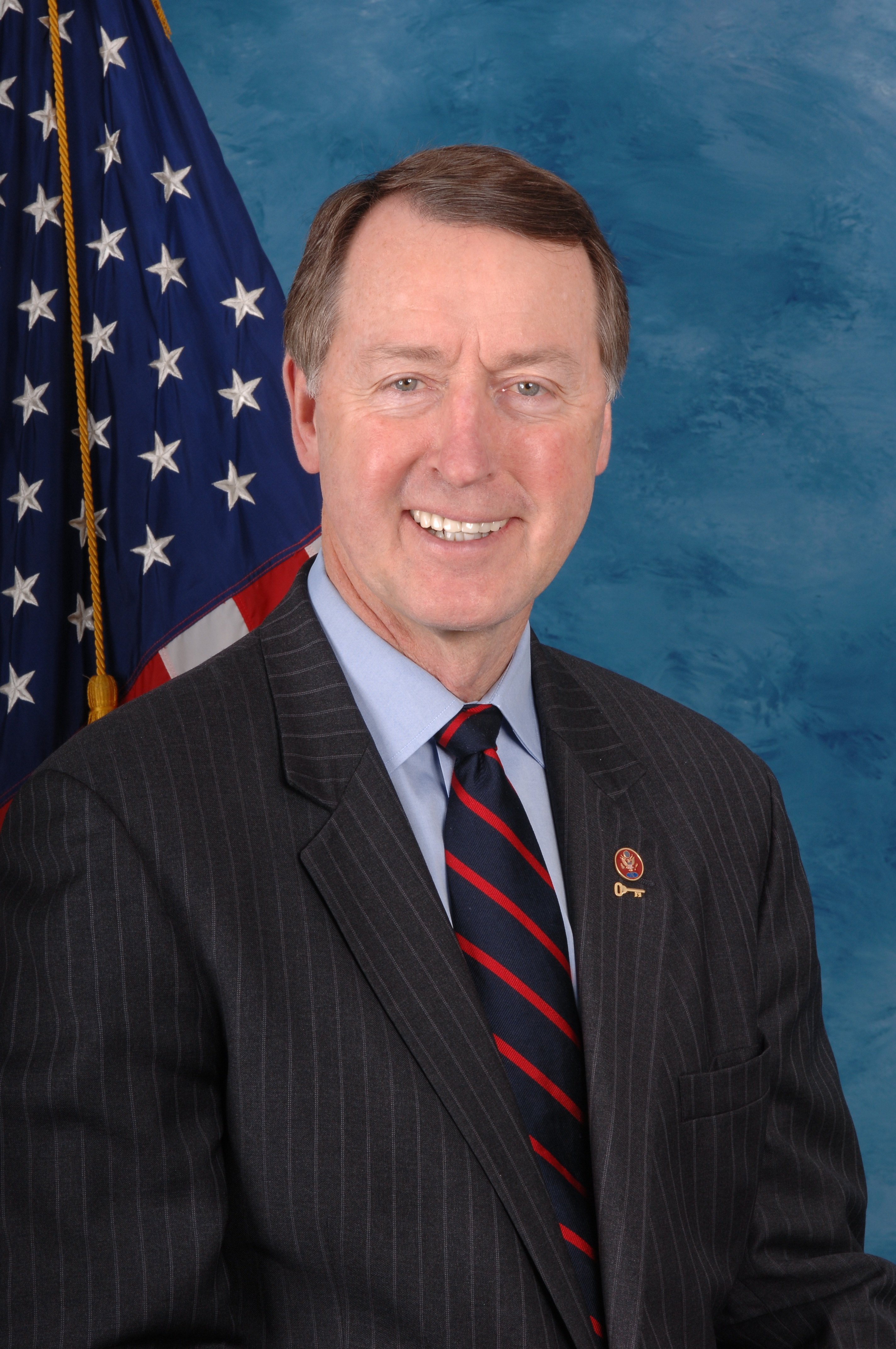
Bob Etheridge

Bobby Ray „Bob“ Etheridge (* 7. August 1941 im Sampson County, North Carolina) ist ein US-amerikanischer Politiker. Zwischen 1997 und 2011 vertrat er den Bundesstaat North Carolina im US-Repräsentantenhaus.

## Werdegang
Nach der Cleveland School und der High School studierte Bob Etheridge bis 1965 an der Campbell University in Buies Creek. Anschließend setzte er sein Studium an der North Carolina State University in Raleigh fort. Zwischen 1965 und 1967 diente er in der US Army. Politisch schloss er sich der Demokratischen Partei an.
Zwischen 1972 und 1976 war Etheridge Landrat (County Commissioner) im Harnett County; von 1978 bis 1988 saß er als Abgeordneter im Repräsentantenhaus von North Carolina. Anschließend war er zwischen 1988 und 1996 als Superintendent of Public Instruction Bildungsminister seines Staates. Bei den Kongresswahlen des Jahres 1996 wurde Etheridge im zweiten Wahlbezirk von North Carolina in das US-Repräsentantenhaus in Washington, D.C. gewählt, wo er am 3. Januar 1997 die Nachfolge von David Funderburk antrat. Nach sechs Wiederwahlen konnte er bis zum 3. Januar 2011 sieben Legislaturperioden im Kongress absolvieren. In seine Zeit als Kongressabgeordneter fielen die Terroranschläge am 11. September 2001, der Irakkrieg und der Militäreinsatz in Afghanistan. Etheridge war Mitglied im Haushaltsausschuss und im Committee on Ways and Means sowie in zwei Unterausschüssen.
Bei den Kongresswahlen des Jahres 2010 unterlag er der Republikanerin Renee Ellmers. Diese Wahlniederlage lag im Bundestrend zu Gunsten der Republikanischen Partei. Am 1. Februar 2011 wurde Bob Etheridge von Gouverneurin Beverly Perdue zum Leiter des North Carolina Office of Economic Recovery and Investment ernannt, einer Behörde, die für die Verteilung der staatlichen Mittel aus dem American Recovery and Reinvestment Act zuständig ist. Außerdem betreibt er nebenbei Tabakanbau und einen Eisenwarenladen.